# Лисовицька волость
Лисовицька волость — історична адміністративно-територіальна одиниця Таращанського повіту Київської губернії з центром у селі Лісовичі.
Станом на 1886 рік складалася з 7 поселень, 7 сільських громад. Населення — 7148 осіб (3628 чоловічої статі та 3520 — жіночої), 968 дворових господарств.
Наприкінці 1880-х років волость було ліквідовано, більша частина увійшла до складу Юшковорізької волості (села Крива, Лісовичі, Миколаївка, Потоки), менша-до складу Кошеватської волості (села Бовкун та Кирдани).
|                     | Площа, десятин | У тому числі орної, дес. |
| ------------------- | -------------- | ------------------------ |
| Сільських громад    | 4530           | 2817                     |
| Приватної власності | 5274           | 1048                     |
| Надільної власності | 1450           | 1310                     |
| Іншої власності     | 112            | 96                       |
| Загалом             | 11366          | 5271                     |

Поселення волості:
- Лісовичі — колишнє власницьке село при річці Котиця за 5 верст від повітового міста, 2773 осіб, 408 двори, православна церква, школа, 2 постоялих будинки, пивоварний завод.
- Бовкун — колишнє власницьке село при річці Рось, 508 осіб, 49 дворів, каплиця, постоялий будинок.
- Кирдани — колишнє власницьке село, 957 осіб, 161 двір, православна церква, постоялий будинок, лавка.
- Крива — колишнє власницьке село при річці Кржива, 436 осіб, 50 дворів, православна церква, постоялий будинок.
- Миколаївка — колишнє власницьке село при річці Норець, 547 осіб, 75 дворів, 2 постоялих будинки, лавка.
- Улашівка — колишнє власницьке село при струмкові, 581 особа, 98 дворів, православна церква, школа, постоялий будинок, водяний млин.